# Kevin Rüegg
Kevin Rüegg (Uster, 5 de agosto de 1998) es un futbolista suizo que juega en la demarcación de defensa para el F. C. Basilea de la Superliga de Suiza.

## Selección nacional
Ha sido internacional con las selecciones inferiores de Suiza, incluyendo los equipos sub-15 y sub-16 con los que disputó algunos amistosos.
Con la selección sub-17 participó en el Campeonato Europeo Sub-17 de la UEFA 2014 al ser titular en el partido contra Alemania, el cual quedó 1:1. Luego de jugar algunos partidos amistosos en agosto y septiembre, participó en la fase de clasificación del Campeonato Europeo Sub-17 que se jugaría en 2015. Jugó los tres partidos de la clasificación, siendo titular en las derrotas ante Bosnia y Herzegovina por 1:0 y Azerbaiyán por 2:1 y como suplente en la victoria ante Bélgica por 1:0.
Con la selección sub-19 disputó la clasificación para el Campeonato Europeo de la UEFA Sub-19 2016, jugando todos los partidos de la primera ronda como titular y clasificando a la ronda elite.
En la selección sub-21 jugó en la clasificación para la Eurocopa Sub-21 de 2017, jugando gran parte de los juegos. En la siguiente fase de clasificación no tuvo mayor participación ya que solamente jugó un partido y se quedó en el banquillo en dos ocasiones. No sería hasta la clasificación para la Eurocopa Sub-21 de 2021 donde tendría un papel más importante al ser capitán de algunos partidos.

## Estadísticas

### Clubes
Actualizado al último partido jugado el 30 de marzo de 2025.
| Club | Div.          | Temporada     | Liga  | Liga  | Copas nacionales(1) | Copas nacionales(1) | Copas internacionales(2) | Copas internacionales(2) | Total | Total | Media goleadora(3) |
| Club | Div.          | Temporada     | Part. | Goles | Part.               | Goles               | Part.                    | Goles                    | Part. | Goles | Media goleadora(3) |
| --- | ------------- | ------------- | ----- | ----- | ------------------- | ------------------- | ------------------------ | ------------------------ | ----- | ----- | ------------------ |
| F. C. Zürich · Suiza | 2.ª           | 2016-17       | 9     | 0     | —                   | —                   | —                        | —                        | 9     | 0     | 0                  |
| F. C. Zürich · Suiza | 1.ª           | 2017-18       | 31    | 0     | 4                   | 1                   | —                        | —                        | 35    | 1     | 0.03               |
| F. C. Zürich · Suiza | 1.ª           | 2018-19       | 26    | 2     | 4                   | 0                   | 4                        | 0                        | 34    | 2     | 0.06               |
| F. C. Zürich · Suiza | 1.ª           | 2019-20       | 28    | 1     | 1                   | 0                   | —                        | —                        | 29    | 1     | 0.03               |
| F. C. Zürich · Suiza | Total club    | Total club    | 94    | 3     | 9                   | 1                   | 4                        | 0                        | 107   | 4     | 0.04               |
| Hellas Verona · Italia | 1.ª           | 2020-21       | 7     | 0     | 1                   | 0                   | —                        | —                        | 8     | 0     | 0                  |
| Hellas Verona · Italia | 1.ª           | 2021-22       | 0     | 0     | 1                   | 0                   | —                        | —                        | 1     | 0     | 0                  |
| Hellas Verona · Italia | Total club    | Total club    | 7     | 0     | 2                   | 0                   | 0                        | 0                        | 9     | 0     | 0                  |
| F. C. Lugano · Suiza | 1.ª           | 2021-22       | 14    | 0     | 3                   | 0                   | —                        | —                        | 17    | 0     | 0                  |
| F. C. Lugano · Suiza | Total club    | Total club    | 14    | 0     | 3                   | 0                   | 0                        | 0                        | 17    | 0     | 0                  |
| B. S. C. Young Boys · Suiza | 1.ª           | 2022-23       | 10    | 0     | 2                   | 0                   | 3                        | 0                        | 15    | 0     | 0                  |
| B. S. C. Young Boys · Suiza | Total club    | Total club    | 10    | 0     | 2                   | 0                   | 3                        | 0                        | 15    | 0     | 0                  |
| F. C. Basilea · Suiza | 1.ª           | 2023-24       | 20    | 0     | 1                   | 0                   | —                        | —                        | 21    | 0     | 0                  |
| F. C. Basilea · Suiza | 1.ª           | 2024-25       | 7     | 0     | 1                   | 0                   | —                        | —                        | 8     | 0     | 0                  |
| F. C. Basilea · Suiza | Total club    | Total club    | 27    | 0     | 2                   | 0                   | 0                        | 0                        | 29    | 0     | 0                  |
| Total carrera | Total carrera | Total carrera | 152   | 3     | 18                  | 1                   | 7                        | 0                        | 177   | 4     | 0.02               |
| (1) Incluye datos de Copa Suiza (2017-20) y Copa Italia (2021-22). (2) Incluye datos de Liga Europa de la UEFA (2018-19). (3) No incluye goles en partidos amistosos. |               |               |       |       |                     |                     |                          |                          |       |       |                    |

## Palmarés

### Títulos nacionales
| Título             | Club                | País  | Año  |
| ------------------ | ------------------- | ----- | ---- |
| Copa de Suiza      | F. C. Zürich        | Suiza | 2018 |
| Copa de Suiza      | F. C. Lugano        | Suiza | 2022 |
| Superliga de Suiza | B. S. C. Young Boys | Suiza | 2023 |
| Copa de Suiza      | B. S. C. Young Boys | Suiza | 2023 |
| Superliga de Suiza | F. C. Basilea       | Suiza | 2025 |
| Copa de Suiza      | F. C. Basilea       | Suiza | 2025 |